# Mihaela Panait
Mihaela Panait (nacida como Mihaela Sadoveanu, 10 de diciembre de 1986) es una deportista rumana que compitió en lucha libre. Ganó una medalla de bronce en el Campeonato Europeo de Lucha de 2005, en la categoría de 63 kg. Está casada con el luchador Ion Panait.

## Palmarés internacional
| Campeonato Europeo | Campeonato Europeo | Campeonato Europeo | Campeonato Europeo |
| Año                | Lugar              | Medalla            | Categoría          |
| ------------------ | ------------------ | ------------------ | ------------------ |
| 2005               | Varna (Bulgaria)   | Medalla de bronce  | 63 kg              |